# Perfluoropolietere
I perfluoropolieteri (PFPE) sono polimeri con struttura eterea contenenti fluoro, carbonio e ossigeno. 
La prima specifica militare sui PFPE risale al Novembre 1962 (USAF). In particolare si richiedeva la formulazione di un lubrificante non infiammabile in atmosfera di ossigeno liquido e gassoso. Storicamente i primi prodotti di questa famiglia furono il Krytox®(Dupont) ed il Fomblin® (Montedison).
Nuovi PFPE sono commercializzati come Afluid® (asahi), Hostinert® (Hoechst) Aflunox® (Unimatec), Demnum® (Daikin)e Galden® (Solvay).
Fomblin - Galden :
```
 -[O-CF
2
]
n
-[O-CF
2
-CF
2
]
m
-
 -[O-CF
2
]
n
-[O-CF
2
-CF(CF
3
)]
m
-
```

Si ottengono tramite fotopolimerizzazione ossidativa a partire da tetrafluoroetilene o perfluoropropene. I ponti eterei sono distribuiti in modo casuale all'interno della struttura.
Krytox - Aflunox :
```
 -[O-CF
2
-CF(CF
3
)]
n
-
```

Si ottengono a partire da esafluoropropene ossido tramite polimerizzazione anionica fluoruro catalizzata. La disposizione dei ponti eterei all'interno del polimero è regolare.
Demnum :
```
 -[O-CF
2
-CF
2
-CF
2
)]
n
-
```

Si ottiene a partire dal 2,2,3,3-tetrafluoro-ossetano tramite polimerizzazione anionica fluoruro catalizzata e successiva perfluorurazione. L'ossetano di partenza si ricava dalla reazione fra tetrafluoroetilene e formaldeide.
Afluid :
```
 CF(O-CF
2
-CF
2
)
x,y,z
(O-CF
2
-CH
2
-X)
x,y,z
```

Si ottiene tramite fluorurazione perfect a partire dall'omologo idrogenato. Possiede una struttura ramificata e regolare.

## Caratteristiche
Questa classe di composti, liquidi da -100°C a +290°C, possiede
- Elevata resistenza chimica (acido solforico, cloro, ossigeno, solventi organici) e alle radiazioni ionizzanti (raggi gamma)
- Solubilità bassa o nulla in acqua e nei più comuni solventi organici
- Resistività elettrica elevata (1014 ohm cm a 20 °C)
- Compatibilità con un ampio spettro di materiali (plastiche, metalli, elastomeri...)
- Buon indice di viscosità
- Infiammabilità nulla (termicamente stabili fino a 290 °C)
- Zero ODP
- Tossicità nulla
- Bassa tensione superficiale (21 dyne/cm a 20 °C)

Vengono usati principalmente come lubrificanti, fluidi termovettori e solventi in applicazioni ad alta tecnologia. Le stesse molecole, opportunamente funzionalizzate, trovano inoltre applicazione come Film (materiale).